# Prostanthera lasianthos

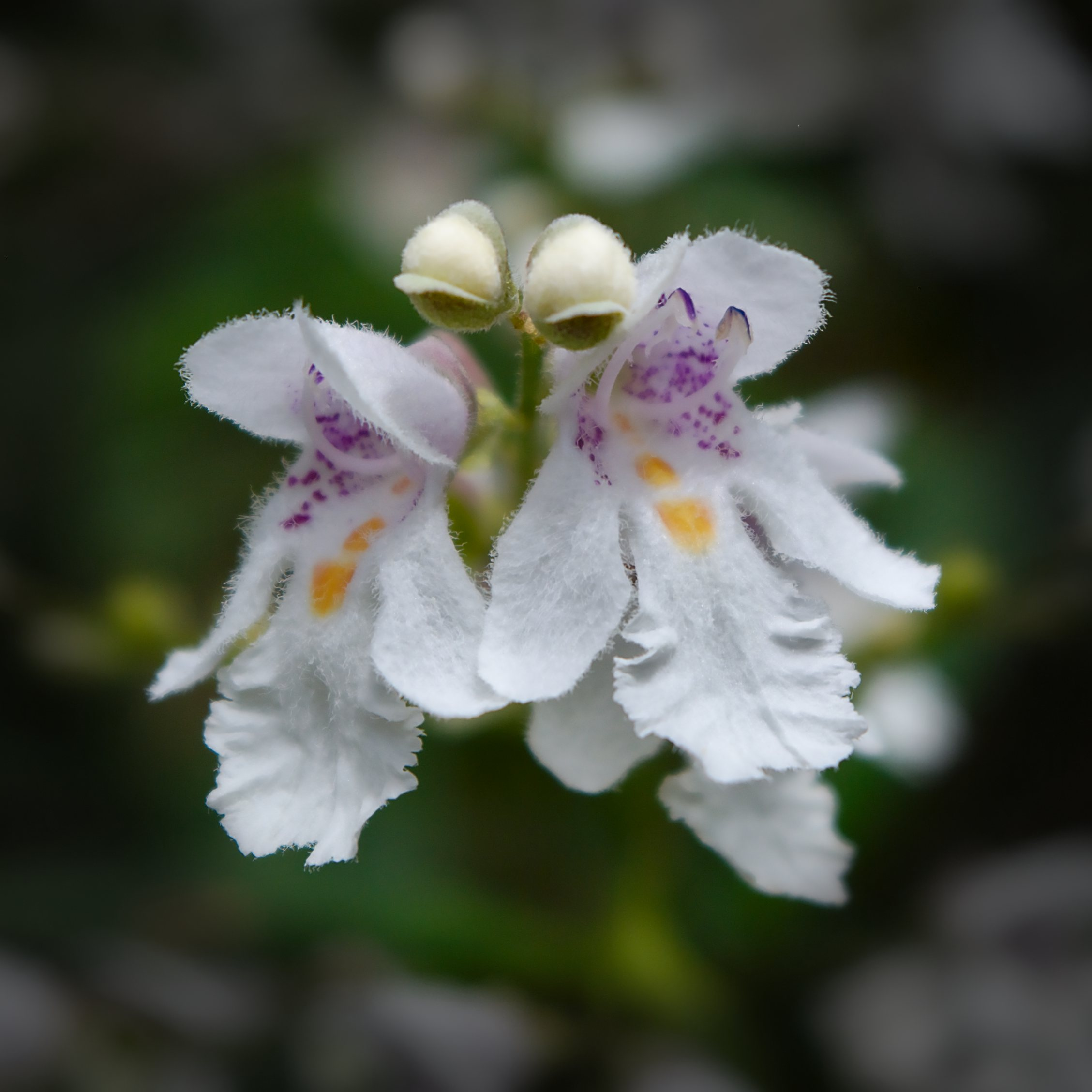
Detalle de la corola

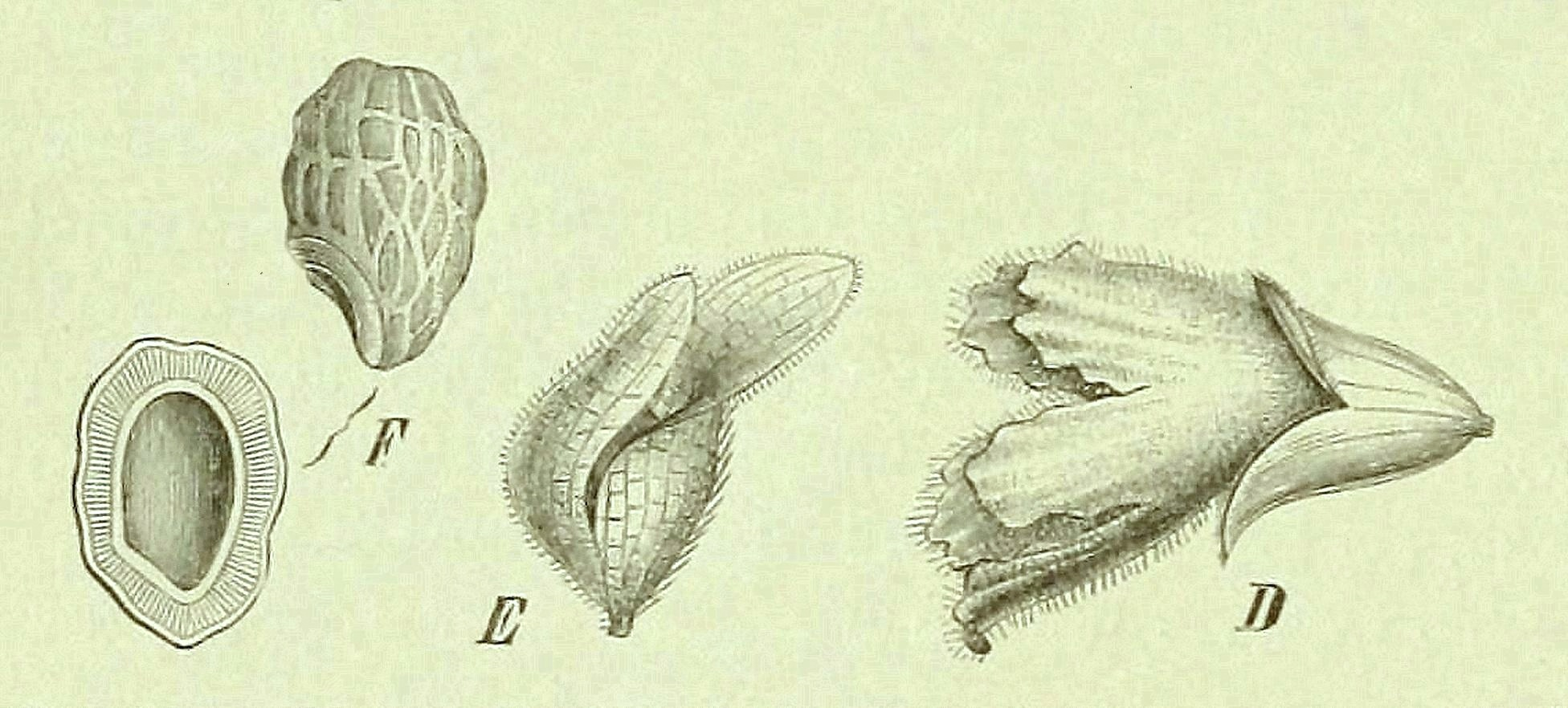
Ilustración de una flor (vista lateral), el cáliz persistente y cerrado en la fructificación y un mericarpo reticulado con un corte longitudinal en el mismo; en Adolf Engler & Karl Anton Eugen Prantl, Die Natürlichen Pflanzenfamilien : nebst ihren, 1887, p. 220

Prostanthera lasianthos es una especie arbustiva, eventualmente arbórea, del género Prostanthera en la familia Lamiaceae. Es nativa de los Estados de Nueva Gales del Sur, Victoria y Tasmania en Australia suroriental; también presente en puntos aislados de Queensland.
La especie se conoce también como el arbusto navideño de Victoria ("Victorian Christmas Bush"), por estar en plena floración en esta época primaveral del año austral; nombres aborígenes australianos incluyen coranderrk y  geringdah.

## Descripción
Se trata de un arbusto o un árbolito que mide de 1-6m de alto (y hasta más de 10m, pero generalmente de altura limitada a unos metros), muy aromático -con fragancia a menta- y con ramas glabras o con cortos y dispersos pelos rizados y con glándulas más o menos sésiles. Las hojas, con peciolo de 4-8mm de largo, tienen limbo llano y ovalado o, menos frecuentemente más o menos estrechamente ovado, de 4-12cm de largo por 1-3cm de ancho. Dicho limbo tiene el ápice agudo y la base cuneada, algo óblicua, mientras los bordes son habitalmente dentadas y la haz tiene un color más óscuro que el envés, los 2 glabros. Las flores, con 2 bractéolas persistentes basales de 2-4mm de largo, están organizadas en una inflorescencia terminal botrioide o en panícula. Tienen  un cáliz bilabiado mediocentimétrico con tubo de 2-3mmm y lóbulo superior de 1,5-3mm de largo y es acrescente en la fructificación, mientras la corola, exterior e interiormente muy velluda, mide 1-1,5cm de largo y es de color blanco hasta malva más o menos pálido con puntos purpúreos en la garganta y unas pocas manchas de color anaranjado en dicha garganta y en la base del lóbulo mediano del labio inferior. El conectivo de las anteras llega a medir 1,5mm de largo.

## Distribución y hábitat
Es una especie estrictamente endémica de la parte suroriental de Australia,  incluida la isla de Tasmania. Crece en bosques tropicales, esclerófilas o subalpinos, principalmente a lo largo de cursos de agua y en barrancos húmedos.

## Taxonomía
Prostanthera lasianthos fue descrita por Jacques Julien Houtton de La Billardière y publicado en Novae Hollandiae Plantarum Specimen, vol. 2, p. 18, en el año 1806.
Sinonimia
- Prostanthera lasianthos var. subcoriacea Benth. está considerado un mero sinónimo de la especie nominal[6]

Etimología
- Prostanthera: nombre genérico que deriva del griego προσταη, apéndice y αντερα, antera, pues el conectivo de las anteras de muchas de sus especies tienen una protuberancia apendicular en forma de espolón.[7]
- lasianthos: vocablo construido con las palabras griegas λάσιοσ, velludo, con mucho pelo, y ανθος, flor; o sea «Flor velluda».

## Usos
Es una especie de cultivo, en particular para Setos, muy popular en toda Australia por su abundante y agradable floración así como su fragancia a menta; sus semillas están disponibles en el mercado pero se reproducen también fácilmente por esquejes. Igualmente como flores de corte.